# Garbatella

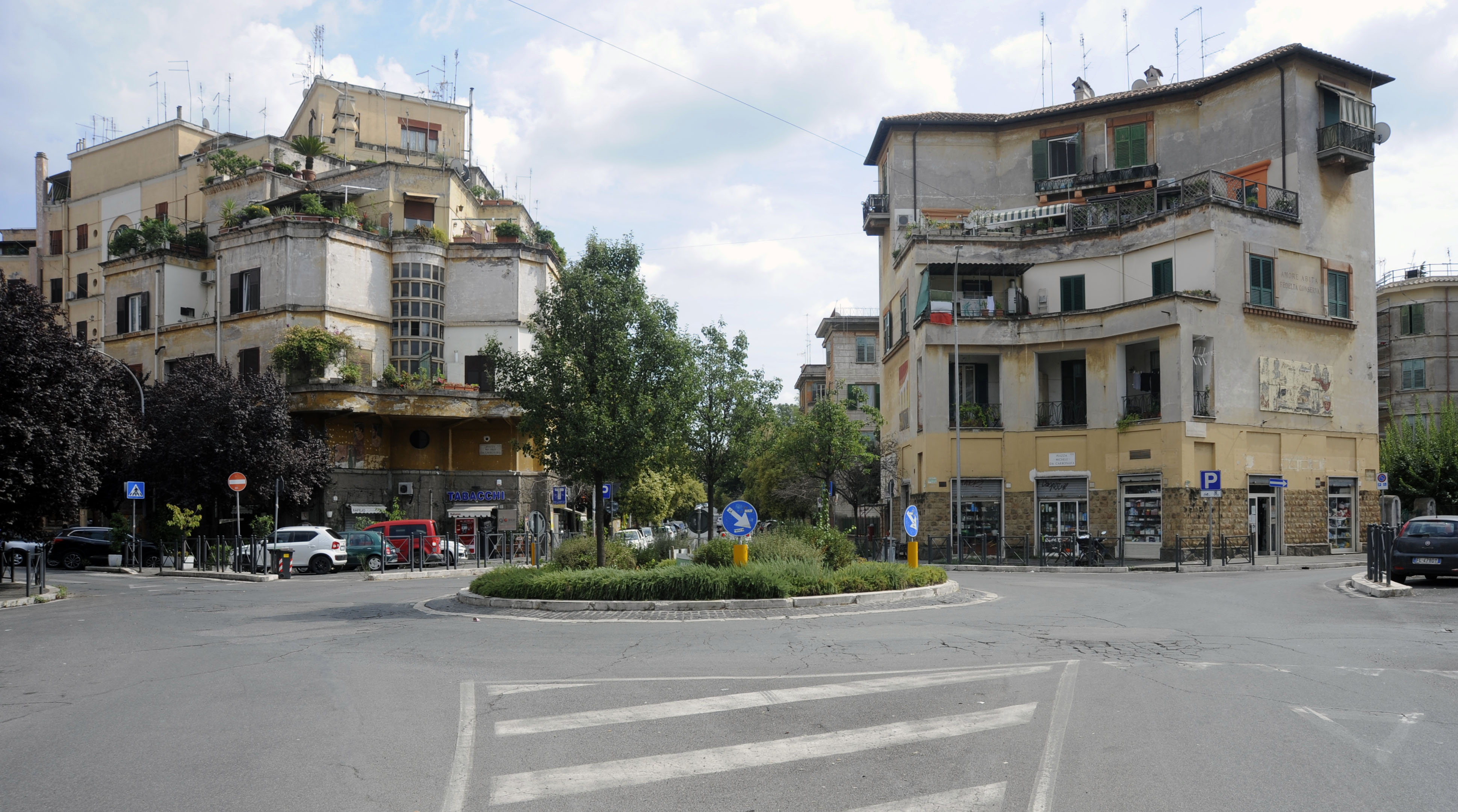
Piazza Michele da Carbonara

Garbatella ist ein Quartier im südlichen Teil der italienischen Hauptstadt Rom und gehört zum Municipio VIII der Stadt. Es liegt in der Nähe des Stadtteils Ostiense und erstreckt sich über ein hügeliges Gebiet, das an die Basilika St. Paul vor den Mauern grenzt.

## Geschichte
Garbatella wurde am 18. Februar 1920 unter der Leitung von König Viktor Emanuel III. gegründet. Das Viertel entstand als Teil eines größeren urbanistischen Plans zur Schaffung von Arbeitersiedlungen in Rom. Der Name „Garbatella“ leitet sich von „Garbatello“ ab, einem Spitznamen für einen freundlichen Wirt, der sich in der Gegend niederließ und eine Gaststätte betrieb. Eine andere Theorie besagt, dass der Name von der „garbata ostella“ (höfliche Wirtin) stammt, einer fiktiven Figur.

## Architektur
Garbatellas Architektur ist von der Gartenstadtbewegung beeinflusst.  Die ursprünglichen Gebäude wurden als Sozialwohnungen für Arbeiter errichtet und weisen eine Mischung aus neoklassizistischen, barocken und mittelalterlichen Stilelementen auf. Charakteristisch sind die farbenfrohen Fassaden, die oft mit Fresken und Mosaiken verziert sind, sowie die vielen Innenhöfe, Gärten und gemeinschaftlichen Grünflächen.

## Sehenswürdigkeiten

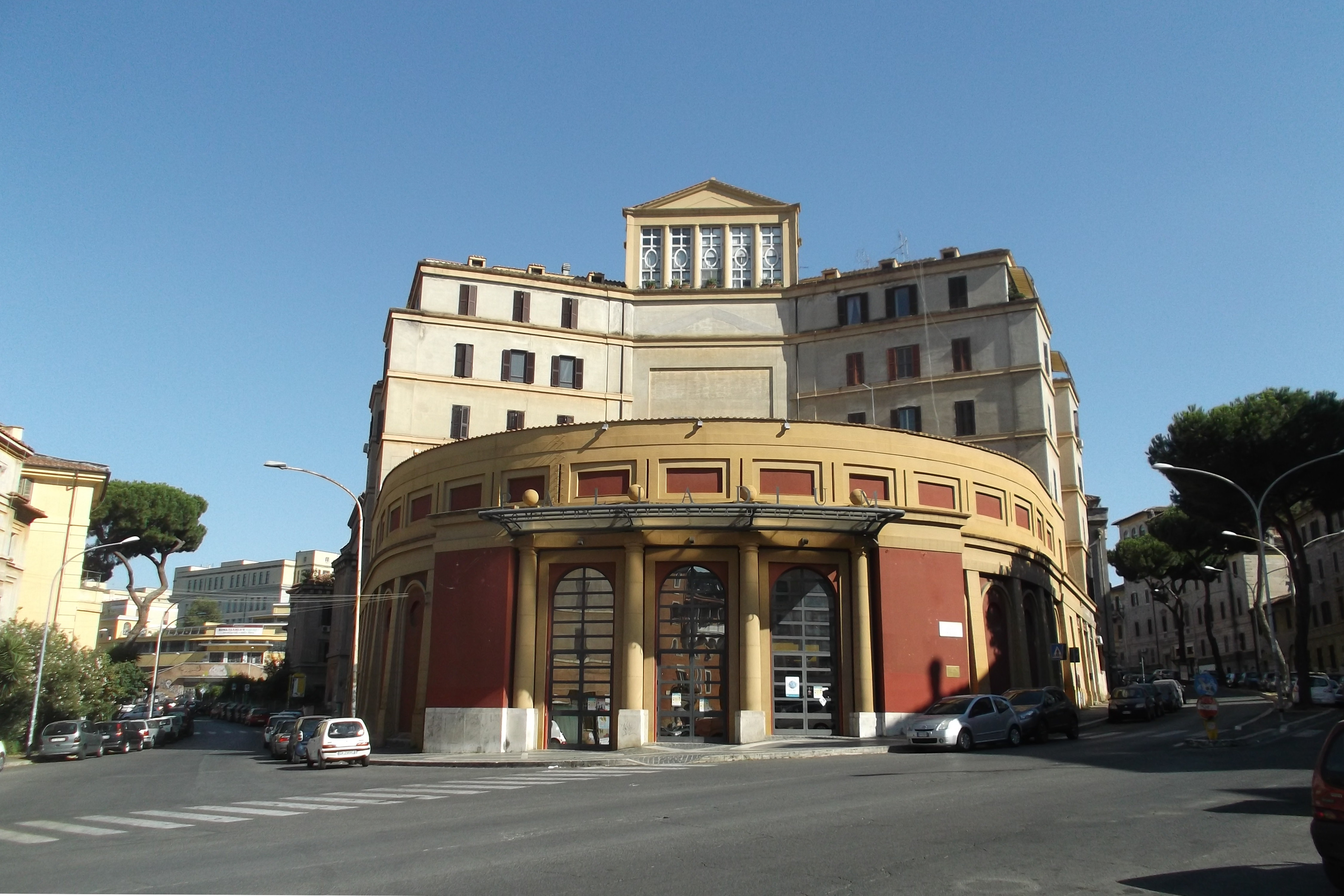
Teatro Palladium

- Piazza Benedetto Brin, zentraler Platz des Viertels
- Teatro Palladium, historisches Theater[2]
- Parco della Garbatella, Park
- San Francesco Saverio alla Garbatella

## Verkehrsanbindung
Garbatella ist gut an das römische Verkehrsnetz angebunden. Die Metro-Linie B hat eine Station im Viertel, die es mit anderen Teilen Roms verbindet. Zudem gibt es zahlreiche Buslinien, die durch das Viertel verkehren.